# Amphipyra surnia
Amphipyra surnia är en fjärilsart som beskrevs av Felder 1874. Amphipyra surnia ingår i släktet Amphipyra och familjen nattflyn. Inga underarter finns listade i Catalogue of Life.